# Johanna Baecklund
Johanna "Bacon" Baecklund, född 26 januari 1985, är en svensk före detta fotbollsspelare (målvakt). Hon representerade bland annat Umeå IK och AIK i Damallsvenskan.

## Klubbar
- Alsike IF (moderklubb, 1990–1993)
- Lagga IF (1994–1997)
- Danmarks IF (1998–2001)
- Håbo FF (2002–2004)
- Umeå IK (2005–2006)
- Jitex BK (2007–2008)
- AIK (2009–2010)
- Tölö IF (2011–2012)
- Kungsbacka DFF (2013–2014, 2017)

## Meriter
- Guld skol-SM 2002, 2003[källa behövs]
- 1 U19-landskamp 2004
- SM-guld med Umeå IK 2005, 2006
- Svenska Cupen-silver med Umeå IK 2005